# Anthas
Anthas (altgriechisch Ἄνθας Ánthas, lateinisch Anthas) ist eine Gestalt der griechischen Mythologie. Er war der Sohn des Poseidon und der Alkyone und regierte zusammen mit seinem Bruder Hyperes über Troizen. Sie gründeten die Städte Hypereia und Antheia auf der Insel Poros, die damals noch Eirene hieß. Aus diesen ging durch Synoikismos die Stadt Troizen hervor. Nach den beiden sollen die Rebsorten Anthedonias und Hypereias benannt worden sein.
Plutarch berichtete, dass Anthas nach Mnasigeiton als Kind entführt worden war. Sein Bruder Hyperes suchte nach ihm und kam schließlich nach Pherai zu Akastos oder Adrastos. Bei einem Bankett überreichte ihm der Mundschenk ein Glas Wein. Hyperes erkannte in dem Mundschenk seinen Bruder und sagte leise zu ihm: „Trink hefigen Wein, da du nicht in Anthedon wohnst.“ An diese Begebenheit soll ein Orakelspruch der Pythia erinnern, der lautete: „Trink hefigen Wein, weil du nicht in Anthedon wohnst, noch in dem heiligen Hypera, wo du lauteren Wein zu trinken hattest.“
Nach ihnen übernahm Aëtios, der Sohn des Anthas, die Herrschaft. Laut Strabon verließ Anthas, von den Pelops-Söhnen Troizen und Pittheus bedrängt, mit seinen Anhängern seine Heimat und gründete Halikarnassos in Karien. Nach anderer Darstellung soll die Gründung von Halikarnassos durch die Stadt Troizen erst viel später, als es längst dorisch war, erfolgt sein. Aufgrund der Abstammung von Anthas wurden die Halikarnassier auch Antheadai genannt.